# Skilanglauf-Weltcup 2005/06
Der Skilanglauf-Weltcup 2005/06 war eine von der FIS organisierte Wettkampfserie, die am 22. Oktober 2005 in Düsseldorf begann und am 19. März 2006 in Sapporo endete.

## Männer

### Podestplätze Männer
| Datum                                                            | Austragungsort | Disziplin                   | Sieger                                                                         | Zweiter                                                                            | Dritter                                                                                 | Gelbes Trikot    |
| ---------------------------------------------------------------- | -------------- | --------------------------- | ------------------------------------------------------------------------------ | ---------------------------------------------------------------------------------- | --------------------------------------------------------------------------------------- | ---------------- |
| 22.10.2005                                                       | Düsseldorf     | Sprint Freistil             | Peter Larsson                                                                  | Tor Arne Hetland                                                                   | Thobias Fredriksson                                                                     | Peter Larsson    |
| 23.10.2005                                                       | Düsseldorf     | Teamsprint Freistil         | Norwegen IITrond Iversen Johan Kjølstad                                        | Schweden IThobias Fredriksson Björn Lind                                           | Norwegen IEldar Rønning Tor Arne Hetland                                                | Peter Larsson    |
| 19.11.2005                                                       | Beitostølen    | 15 km klassisch             | Tor Arne Hetland                                                               | Jens Arne Svartedal                                                                | Ivan Bátory                                                                             | Tor Arne Hetland |
| 20.11.2005                                                       | Beitostølen    | 4 × 10 km Staffel           | DeutschlandAndreas Schlütter Axel Teichmann Jens Filbrich Tobias Angerer       | FrankreichAlexandre Rousselet Christophe Perrillat Emmanuel Jonnier Vincent Vittoz | Norwegen IEldar Rønning Tor Arne Hetland Jens Arne Svartedal Tore Ruud Hofstad          | Tor Arne Hetland |
| 26.11.2005                                                       | Kuusamo        | 15 km klassisch             | Tobias Angerer                                                                 | Jens Arne Svartedal                                                                | Jens Filbrich                                                                           | Tor Arne Hetland |
| 27.11.2005                                                       | Kuusamo        | 15 km Freistil              | Tore Ruud Hofstad                                                              | Vincent Vittoz                                                                     | Tobias Angerer                                                                          | Tor Arne Hetland |
| 10.12.2005                                                       | Vernon         | 30 km Skiathlon             | Tobias Angerer                                                                 | Axel Teichmann                                                                     | Andreas Schlütter                                                                       | Tobias Angerer   |
| 11.12.2005                                                       | Vernon         | Sprint Freistil             | Tor Arne Hetland                                                               | Björn Lind                                                                         | Ola Vigen Hattestad                                                                     | Tor Arne Hetland |
| 15.12.2005                                                       | Canmore        | 15 km Freistil              | Pietro Piller Cottrer                                                          | Vincent Vittoz                                                                     | Tobias Angerer                                                                          | Tobias Angerer   |
| 17.12.2005                                                       | Canmore        | 30 km klassisch Massenstart | Tobias Angerer                                                                 | Frode Estil                                                                        | Jens Filbrich                                                                           | Tobias Angerer   |
| 18.12.2005                                                       | Canmore        | Teamsprint klassisch        | Norwegen IJens Arne Svartedal Eldar Rønning                                    | Schweden IBjörn Lind Thobias Fredriksson                                           | Schweden IIMats Larsson Mikael Östberg                                                  | Tobias Angerer   |
| 30.12.2005                                                       | Nové Město     | Sprint Freistil             | Björn Lind                                                                     | Peter Larsson                                                                      | Johan Kjølstad                                                                          | Tobias Angerer   |
| 31.12.2005                                                       | Nové Město     | 15 km Freistil              | Vincent Vittoz                                                                 | Lukáš Bauer                                                                        | Christian Hoffmann                                                                      | Tobias Angerer   |
| 07.01.2006                                                       | Otepää         | 15 km klassisch             | Wassili Rotschew                                                               | Lukáš Bauer                                                                        | Sergei Nowikow                                                                          | Tobias Angerer   |
| 08.01.2006                                                       | Otepää         | Sprint klassisch            | Björn Lind                                                                     | Tor Arne Hetland                                                                   | Wassili Rotschew                                                                        | Tobias Angerer   |
| 14.01.2006                                                       | Lago di Tesero | 30 km Freistil Massenstart  | Tobias Angerer                                                                 | Jewgeni Dementjew                                                                  | Pietro Piller Cottrer                                                                   | Tobias Angerer   |
| 15.01.2006                                                       | Lago di Tesero | 4 × 10 km Staffel           | Italien IGiorgio Di Centa Valerio Checchi Pietro Piller Cottrer Cristian Zorzi | DeutschlandRené Sommerfeldt Axel Teichmann Jens Filbrich Tobias Angerer            | Norwegen IOdd-Bjørn Hjelmeset Jens Arne Svartedal Tord Asle Gjerdalen Tore Ruud Hofstad | Tobias Angerer   |
| 21.01.2006                                                       | Oberstdorf     | 30 km Skiathlon             | Tobias Angerer                                                                 | Anders Södergren                                                                   | René Sommerfeldt                                                                        | Tobias Angerer   |
| 22.01.2006                                                       | Oberstdorf     | Sprint klassisch            | Odd-Bjørn Hjelmeset                                                            | Johan Kjølstad                                                                     | Wassili Rotschew                                                                        | Tobias Angerer   |
| 04.02.2006                                                       | Davos          | Sprint Freistil             | Björn Lind                                                                     | Cristian Zorzi                                                                     | John Kristian Dahl                                                                      | Tobias Angerer   |
| 05.02.2006                                                       | Davos          | 15 m klassisch              | Jens Arne Svartedal                                                            | Martin Tauber                                                                      | Vincent Vittoz                                                                          | Tobias Angerer   |
| 10. bis 26. Februar 2006 – Olympische Winterspiele 2006 in Turin |                |                             |                                                                                |                                                                                    |                                                                                         | Tobias Angerer   |
| 05.03.2006                                                       | Mora           | 90 km klassisch Massenstart | Daniel Tynell                                                                  | Jerry Ahrlin                                                                       | Anders Aukland                                                                          | Tobias Angerer   |
| 07.03.2006                                                       | Borlänge       | Sprint Freistil             | Thobias Fredriksson                                                            | Peter Larsson                                                                      | Devon Kershaw                                                                           | Tobias Angerer   |
| 08.03.2006                                                       | Falun          | 20 km Skiathlon             | Petter Northug                                                                 | Tobias Angerer                                                                     | Axel Teichmann                                                                          | Tobias Angerer   |
| 09.03.2006                                                       | Drammen        | Sprint klassisch            | Jens Arne Svartedal                                                            | Børre Næss                                                                         | Eldar Rønning                                                                           | Tobias Angerer   |
| 11.03.2006                                                       | Oslo           | 50 km Freistil              | Anders Södergren                                                               | Giorgio Di Centa                                                                   | Tom Reichelt                                                                            | Tobias Angerer   |
| 15.03.2006                                                       | Changchun      | Sprint Freistil             | Thobias Fredriksson                                                            | Christoph Eigenmann                                                                | Andrew Newell                                                                           | Tobias Angerer   |
| 18.03.2006                                                       | Sapporo        | Teamsprint Freistil         | ItalienLoris Frasnelli Cristian Zorzi                                          | Norwegen IJohan Kjølstad Eldar Rønning                                             | Deutschland ITobias Angerer Axel Teichmann                                              | Tobias Angerer   |
| 19.03.2006                                                       | Sapporo        | 30 km Skiathlon             | Mathias Fredriksson                                                            | Petter Northug                                                                     | Anders Södergren                                                                        | Tobias Angerer   |

### Verlauf Disziplinweltcups

#### Sprint
| Datum                                 | Ort        | Disziplin        | Rennsieger          | Rotes Trikot     |
| ------------------------------------- | ---------- | ---------------- | ------------------- | ---------------- |
| 22.10.2005                            | Düsseldorf | Sprint Freistil  | Peter Larsson       | Peter Larsson    |
| 11.12.2005                            | Vernon     | Sprint Freistil  | Tor Arne Hetland    | Tor Arne Hetland |
| 30.12.2005                            | Nové Město | Sprint Freistil  | Björn Lind          | Björn Lind       |
| 08.01.2006                            | Otepää     | Sprint klassisch | Björn Lind          | Björn Lind       |
| 22.01.2006                            | Oberstdorf | Sprint klassisch | Odd-Bjørn Hjelmeset | Björn Lind       |
| 04.02.2006                            | Davos      | Sprint Freistil  | Björn Lind          | Björn Lind       |
| Olympische Winterspiele 2006 in Turin |            |                  |                     | Björn Lind       |
| 07.03.2006                            | Borlänge   | Sprint Freistil  | Thobias Fredriksson | Björn Lind       |
| 09.03.2006                            | Drammen    | Sprint klassisch | Jens Arne Svartedal | Björn Lind       |
| 15.03.2006                            | Changchun  | Sprint Freistil  | Thobias Fredriksson | Björn Lind       |

#### Distanz
| Datum                                 | Ort            | Disziplin                   | Rennsieger            | Rotes Trikot        |
| ------------------------------------- | -------------- | --------------------------- | --------------------- | ------------------- |
| 19.11.2005                            | Beitostølen    | 15 km klassisch             | Tor Arne Hetland      | Tor Arne Hetland    |
| 26.11.2005                            | Kuusamo        | 15 km klassisch             | Tobias Angerer        | Jens Arne Svartedal |
| 27.11.2005                            | Kuusamo        | 15 km Freistil              | Tore Ruud Hofstad     | Tobias Angerer      |
| 10.12.2005                            | Vernon         | 30 km Skiathlon             | Tobias Angerer        | Tobias Angerer      |
| 15.12.2005                            | Canmore        | 15 km Freistil              | Pietro Piller Cottrer | Tobias Angerer      |
| 17.12.2005                            | Canmore        | 30 km klassisch Massenstart | Tobias Angerer        | Tobias Angerer      |
| 31.12.2005                            | Nové Město     | 15 km Freistil              | Vincent Vittoz        | Tobias Angerer      |
| 07.01.2006                            | Otepää         | 15 km klassisch             | Wassili Rotschew      | Tobias Angerer      |
| 14.01.2006                            | Lago di Tesero | 30 km Freistil Massenstart  | Tobias Angerer        | Tobias Angerer      |
| 21.01.2006                            | Oberstdorf     | 30 km Skiathlon             | Tobias Angerer        | Tobias Angerer      |
| 05.02.2006                            | Davos          | 15 km klassisch             | Jens Arne Svartedal   | Tobias Angerer      |
| Olympische Winterspiele 2006 in Turin |                |                             |                       | Tobias Angerer      |
| 05.03.2006                            | Mora           | 90 km klassisch Massenstart | Daniel Tynell         | Tobias Angerer      |
| 08.03.2006                            | Falun          | 20 km Skiathlon             | Petter Northug        | Tobias Angerer      |
| 11.03.2006                            | Oslo           | 50 km Freistil              | Anders Södergren      | Tobias Angerer      |
| 19.03.2006                            | Sapporo        | 30 km Skiathlon             | Mathias Fredriksson   | Tobias Angerer      |

### Weltcupstände Männer
| Rang | Name                    | Punkte |
| ---- | ----------------------- | ------ |
| 1    | Tobias Angerer          | 829    |
| 2    | Jens Arne Svartedal     | 577    |
| 3    | Tor Arne Hetland        | 570    |
| 4    | Björn Lind              | 531    |
| 5    | Vincent Vittoz          | 502    |
| 6    | Wassili Rotschew        | 443    |
| 7    | Thobias Fredriksson     | 414    |
| 8    | Anders Södergren        | 392    |
| 9    | Frode Estil             | 373    |
| 10   | Mathias Fredriksson     | 368    |
| 11   | Eldar Rønning           | 355    |
| 12   | Peter Larsson           | 351    |
| 13   | Pietro Piller Cottrer   | 330    |
| 14   | Petter Northug          | 309    |
| 15   | Johan Kjølstad          | 285    |
| 16   | Giorgio Di Centa        | 279    |
| 17   | René Sommerfeldt        | 267    |
| 18   | Odd-Bjørn Hjelmeset     | 259    |
| 19   | Jens Filbrich           | 259    |
| 20   | Lukáš Bauer             | 253    |
| 21   | Emmanuel Jonnier        | 251    |
| 22   | Geir Ludvig Aasen Ouren | 244    |
| 23   | Cristian Zorzi          | 221    |
| 24   | Axel Teichmann          | 220    |
| 25   | Andrew Newell           | 218    |
| 26   | Andrus Veerpalu         | 206    |
| 27   | Christoph Eigenmann     | 197    |
| 28   | John Anders Gaustad     | 193    |
| 29   | Valerio Checchi         | 191    |
| 30   | Trond Iversen           | 189    |
| 31   | Mikael Östberg          | 173    |
| 32   | Børre Næss              | 170    |
| 33   | Alexandre Rousselet     | 160    |
| 34   | Tord Asle Gjerdalen     | 157    |
| 35   | Iwan Alypow             | 155    |
| 36   | Fabio Santus            | 154    |
| 37   | Martin Tauber           | 145    |
| 38   | Jewgeni Dementjew       | 140    |
| 39   | Sergei Nowikow          | 140    |
| 40   | Jiří Magál              | 138    |
| 41   | Yūichi Onda             | 133    |
| 42   | Ola Vigen Hattestad     | 129    |
| 43   | Andreas Schlütter       | 122    |
| 44   | Sami Jauhojärvi         | 122    |
| 45   | Ivan Babikov            | 118    |
| 46   | Loris Frasnelli         | 114    |
| 47   | Fredrik Östberg         | 114    |
| 48   | Tore Ruud Hofstad       | 111    |
| 49   | Jaak Mae                | 109    |
| 50   | Anders Aukland          | 108    |
| 51   | Janusz Krężelok         | 107    |
| 52   | Priit Narusk            | 107    |
| 53   | Nikolai Pankratow       | 106    |
| 54   | Anti Saarepuu           | 102    |
| 55   | Daniel Tynell           | 100    |
| 56   | Christian Hoffmann      | 99     |
| 57   | Devon Kershaw           | 95     |
| 58   | Jörgen Brink            | 94     |
| 59   | John Kristian Dahl      | 93     |
| 60   | Ivan Bátory             | 92     |
| 61   | Roddy Darragon          | 92     |

| Rang | Name                         | Punkte |
| ---- | ---------------------------- | ------ |
| 62   | Jean-Marc Gaillard           | 88     |
| 63   | Martin Bajčičák              | 84     |
| 64   | Michail Botwinow             | 81     |
| 65   | Freddy Schwienbacher         | 81     |
| 66   | Jerry Ahrlin                 | 80     |
| 67   | Markus Hasler                | 80     |
| 68   | Øystein Pettersen            | 79     |
| 69   | Tom Reichelt                 | 73     |
| 70   | Christophe Perrillat-Collomb | 68     |
| 71   | Kristen Skjeldal             | 67     |
| 72   | Jan Egil Andresen            | 63     |
| 73   | Håvard Bjerkeli              | 60     |
| 74   | Johan Olsson                 | 59     |
| 75   | Torin Koos                   | 58     |
| 76   | Nikolai Tschebotko           | 56     |
| 77   | Milan Šperl                  | 56     |
| 78   | Carl Swenson                 | 55     |
| 79   | Renato Pasini                | 55     |
| 80   | Roland Clara                 | 54     |
| 81   | Maxim Odnodworzew            | 54     |
| 82   | Fulvio Valbusa               | 52     |
| 83   | Franz Göring                 | 52     |
| 84   | Stanislav Řezáč              | 50     |
| 85   | Harald Wurm                  | 50     |
| 86   | Martin Koukal                | 47     |
| 87   | Reto Burgermeister           | 46     |
| 88   | Keijo Kurttila               | 46     |
| 89   | Oskar Svärd                  | 45     |
| 90   | Jewgeni Koschewoi            | 45     |
| 91   | Bruno Debertolis             | 43     |
| 92   | Martin Stockinger            | 43     |
| 93   | Mats Larsson                 | 43     |
| 94   | Teemu Kattilakoski           | 41     |
| 95   | Alexander Legkow             | 41     |
| 96   | Rikard Andreasson            | 40     |
| 97   | Tero Similä                  | 40     |
| 98   | Peter von Allmen             | 39     |
| 99   | Dušan Kožíšek                | 38     |
| 100  | Michail Dewjatjarow          | 37     |
| 101  | Mattias Svan                 | 36     |
| 102  | Sjarhej Dalidowitsch         | 34     |
| 103  | Maciej Kreczmer              | 33     |
| 104  | Josef Wenzl                  | 33     |
| 105  | Jørgen Aukland               | 32     |
| 106  | Benjamin Seifert             | 32     |
| 107  | Kris Freeman                 | 32     |
| 108  | Niklas Karlsson              | 29     |
| 109  | Dmitriy Egoshin              | 28     |
| 110  | Peeter Kümmel                | 28     |
| 111  | Meelis Aasmäe                | 26     |
| 112  | Nikolai Morilow              | 26     |
| 113  | George Grey                  | 26     |
| 114  | Raul Olle                    | 24     |
| 115  | Andrei Golowko               | 24     |
| 116  | Chris Cook                   | 22     |
| 117  | Robert Johansson             | 22     |
| 118  | Toni Livers                  | 22     |
| 119  | Katsuhito Ebisawa            | 22     |
| 120  | Daniel Rickardsson           | 20     |
| 121  | Kaspar Kokk                  | 20     |
| 122  | Anders Hallingstad           | 18     |

| Rang | Name                  | Punkte |
| ---- | --------------------- | ------ |
| 123  | Gard Filip Gjerdalen  | 16     |
| 124  | Svein Tore Sinnes     | 15     |
| 125  | Drew Goldsack         | 15     |
| 126  | Erik Eriksson         | 14     |
| 127  | Benoît Chauvet        | 14     |
| 128  | Tommy Åsen            | 13     |
| 129  | Martin Rosvall        | 13     |
| 130  | Matias Strandvall     | 13     |
| 131  | Toni Lang             | 13     |
| 132  | Jari Joutsen          | 13     |
| 133  | Andrei Nutrichin      | 12     |
| 134  | Martin Larsson        | 12     |
| 135  | Lauri Pyykönen        | 12     |
| 136  | Shunsuke Komamura     | 11     |
| 137  | Kalle Lassila         | 10     |
| 138  | Magnus Jonsson        | 10     |
| 139  | Olli Ohtonen          | 10     |
| 140  | Gion Andrea Bundi     | 10     |
| 141  | Thomas Stöggl         | 10     |
| 142  | Gustaf Berglund       | 9      |
| 143  | Henrik Eriksson       | 9      |
| 144  | Martin Jäger          | 8      |
| 145  | Jimmie Johnsson       | 8      |
| 146  | Masaaki Kōzu          | 8      |
| 147  | Robin Bryntesson      | 7      |
| 148  | Chris Jeffries        | 7      |
| 149  | Li Geliang            | 7      |
| 150  | Maxim Bulgakov        | 7      |
| 151  | Victor Revin          | 7      |
| 152  | Maxim Wylegschanin    | 7      |
| 153  | Ville Nousiainen      | 6      |
| 154  | Tomio Kanamaru        | 6      |
| 155  | Jürgen Pinter         | 6      |
| 156  | Sean Crooks           | 6      |
| 157  | Martin Jakš           | 6      |
| 158  | Kristian Horntvedt    | 6      |
| 159  | Øystein Solbjørg      | 6      |
| 160  | Remo Fischer          | 5      |
| 161  | Michail Iwanow        | 5      |
| 162  | Andrej Geljmanov      | 5      |
| 163  | Daniel Heun           | 5      |
| 164  | Philip Widmer         | 5      |
| 165  | Iwan Bilossjuk        | 5      |
| 166  | Silvio Fauner         | 5      |
| 167  | Pierluigi Costantin   | 4      |
| 168  | Martti Jylhä          | 4      |
| 169  | Andrei Kondryschew    | 4      |
| 170  | Dmitri Jerjomenko     | 3      |
| 171  | Thomas Moriggl        | 3      |
| 172  | Tor Halvor Bjørnstad  | 3      |
| 173  | Aleš Razým            | 3      |
| 174  | Per-Olav Svahn        | 3      |
| 175  | Johannes Eder         | 2      |
| 176  | Marco Cattaneo        | 2      |
| 177  | Emil Jönsson          | 2      |
| 178  | Lefteris Fafalis      | 1      |
| 179  | Sylvain Fanjas Claret | 1      |
| 180  | Nobu Naruse           | 1      |
| 181  | Johan Sandberg        | 1      |
| 182  | Stein Vidar Thun      | 1      |

| Rang | Name                  | Punkte |
| ---- | --------------------- | ------ |
| 1    | Tobias Angerer        | 793    |
| 2    | Vincent Vittoz        | 502    |
| 3    | Anders Södergren      | 392    |
| 4    | Frode Estil           | 373    |
| 5    | Jens Arne Svartedal   | 372    |
| 6    | Mathias Fredriksson   | 365    |
| 7    | Pietro Piller Cottrer | 330    |
| 8    | Giorgio Di Centa      | 279    |
| 9    | René Sommerfeldt      | 267    |
| 10   | Jens Filbrich         | 259    |

| Rang | Name                | Punkte |
| ---- | ------------------- | ------ |
| 1    | Björn Lind          | 586    |
| 2    | Thobias Fredriksson | 443    |
| 3    | Tor Arne Hetland    | 423    |
| 4    | Peter Larsson       | 358    |
| 5    | Johan Kjølstad      | 320    |
| 6    | Wassili Rotschew    | 262    |
| 7    | Eldar Rønning       | 237    |
| 8    | Andrew Newell       | 222    |
| 9    | Jens Arne Svartedal | 205    |
| 10   | Christoph Eigenmann | 199    |

## Frauen

### Podestplätze Frauen
| Datum                                                            | Austragungsort | Disziplin                   | Sieger                                                                            | Zweiter                                                                          | Dritter                                                                              | Gelbes Trikot |
| ---------------------------------------------------------------- | -------------- | --------------------------- | --------------------------------------------------------------------------------- | -------------------------------------------------------------------------------- | ------------------------------------------------------------------------------------ | ------------- |
| 22.10.2005                                                       | Düsseldorf     | Sprint Freistil             | Marit Bjørgen                                                                     | Aino-Kaisa Saarinen                                                              | Natalia Matveeva                                                                     | Marit Bjørgen |
| 23.10.2005                                                       | Düsseldorf     | Teamsprint Freistil         | Norwegen IHilde Gjermundshaug Pedersen Marit Bjørgen                              | Norwegen IIElla Gjømle Guro Strøm Solli                                          | Russland INatalia Matveeva Alena Sidko                                               | Marit Bjørgen |
| 19.11.2005                                                       | Beitostølen    | 10 km klassisch             | Marit Bjørgen                                                                     | Virpi Kuitunen                                                                   | Natalia Baranova                                                                     | Marit Bjørgen |
| 20.11.2005                                                       | Beitostølen    | 4 × 5 km Staffel            | Norwegen IElla Gjømle Vibeke Skofterud Hilde Gjermundshaug Pedersen Marit Bjørgen | DeutschlandManuela Henkel Stefanie Böhler Claudia Künzel Evi Sachenbacher-Stehle | FinnlandAino-Kaisa Saarinen Kirsi Välimaa Riitta-Liisa Roponen Virpi Kuitunen        | Marit Bjørgen |
| 26.11.2005                                                       | Kuusamo        | 10 km klassisch             | Marit Bjørgen                                                                     | Virpi Kuitunen                                                                   | Claudia Künzel                                                                       | Marit Bjørgen |
| 27.11.2005                                                       | Kuusamo        | 10 km Freistil              | Kateřina Neumannová                                                               | Julija Tschepalowa                                                               | Kristina Šmigun                                                                      | Marit Bjørgen |
| 10.12.2005                                                       | Vernon         | 15 km Skiathlon             | Marit Bjørgen                                                                     | Beckie Scott                                                                     | Hilde Gjermundshaug Pedersen                                                         | Marit Bjørgen |
| 11.12.2005                                                       | Vernon         | Sprint Freistil             | Beckie Scott                                                                      | Claudia Künzel                                                                   | Sara Renner                                                                          | Marit Bjørgen |
| 15.12.2005                                                       | Canmore        | 10 km Freistil              | Julija Tschepalowa                                                                | Beckie Scott                                                                     | Evi Sachenbacher-Stehle                                                              | Marit Bjørgen |
| 17.12.2005                                                       | Canmore        | 15 km klassisch Massenstart | Beckie Scott                                                                      | Julija Tschepalowa                                                               | Claudia Künzel                                                                       | Marit Bjørgen |
| 18.12.2005                                                       | Canmore        | Teamsprint klassisch        | Deutschland Manuela Henkel Viola Bauer                                            | Kanada Beckie Scott Sara Renner                                                  | Schweden ILina Andersson Anna Dahlberg                                               | Marit Bjørgen |
| 30.12.2005                                                       | Nové Město     | Sprint Freistil             | Alena Sidko                                                                       | Anna Dahlberg                                                                    | Claudia Künzel                                                                       | Marit Bjørgen |
| 31.12.2005                                                       | Nové Město     | 10 km Freistil              | Kateřina Neumannová                                                               | Julija Tschepalowa                                                               | Walentyna Schewtschenko                                                              | Marit Bjørgen |
| 07.01.2006                                                       | Otepää         | 10 km klassisch             | Hilde Gjermundshaug Pedersen                                                      | Kristina Šmigun                                                                  | Justyna Kowalczyk                                                                    | Marit Bjørgen |
| 08.01.2006                                                       | Otepää         | Sprint klassisch            | Lina Andersson                                                                    | Manuela Henkel                                                                   | Ella Gjømle                                                                          | Marit Bjørgen |
| 14.01.2006                                                       | Lago di Tesero | 15 km Freistil Massenstart  | Kateřina Neumannová                                                               | Julija Tschepalowa                                                               | Marit Bjørgen                                                                        | Marit Bjørgen |
| 15.01.2006                                                       | Lago di Tesero | 4 × 5 km Staffel            | FinnlandAino-Kaisa Saarinen Virpi Kuitunen Riitta-Liisa Roponen Kaisa Varis       | RusslandOlga Rotschewa Natalia Baranova Evgenia Medvedeva Julija Tschepalowa     | NorwegenVibeke Skofterud Marit Bjørgen Kristin Mürer Stemland Kristin Størmer Steira | Marit Bjørgen |
| 21.01.2006                                                       | Oberstdorf     | 15 km Skiathlon             | Beckie Scott                                                                      | Claudia Künzel                                                                   | Kateřina Neumannová                                                                  | Marit Bjørgen |
| 22.01.2006                                                       | Oberstdorf     | Sprint klassisch            | Ella Gjømle                                                                       | Lina Andersson                                                                   | Guro Strøm Solli                                                                     | Marit Bjørgen |
| 04.02.2006                                                       | Davos          | Sprint Freistil             | Anna Dahlberg                                                                     | Virpi Kuitunen                                                                   | Chandra Crawford                                                                     | Marit Bjørgen |
| 05.02.2006                                                       | Davos          | 10 km klassisch             | Virpi Kuitunen                                                                    | Sara Renner                                                                      | Petra Majdič                                                                         | Marit Bjørgen |
| 10. bis 26. Februar 2006 – Olympische Winterspiele 2006 in Turin |                |                             |                                                                                   |                                                                                  |                                                                                      | Marit Bjørgen |
| 04.03.2006                                                       | Mora           | 45 km klassisch             | Marit Bjørgen                                                                     | Hilde Gjermundshaug Pedersen                                                     | Petra Majdič                                                                         | Marit Bjørgen |
| 07.03.2006                                                       | Borlänge       | Sprint Freistil             | Arianna Follis                                                                    | Marit Bjørgen                                                                    | Sara Renner                                                                          | Marit Bjørgen |
| 08.03.2006                                                       | Falun          | 10 km Skiathlon             | Evi Sachenbacher-Stehle                                                           | Kateřina Neumannová                                                              | Beckie Scott                                                                         | Marit Bjørgen |
| 09.03.2006                                                       | Drammen        | Sprint klassisch            | Petra Majdič                                                                      | Beckie Scott                                                                     | Hilde Gjermundshaug Pedersen                                                         | Marit Bjørgen |
| 11.03.2006                                                       | Oslo           | 30 km Freistil              | Julija Tschepalowa                                                                | Kateřina Neumannová                                                              | Evi Sachenbacher-Stehle                                                              | Marit Bjørgen |
| 15.03.2006                                                       | Changchun      | Sprint Freistil             | Marit Bjørgen                                                                     | Beckie Scott                                                                     | Ella Gjømle                                                                          | Marit Bjørgen |
| 18.03.2006                                                       | Sapporo        | Teamsprint Freistil         | Deutschland IEvi Sachenbacher-Stehle Claudia Künzel                               | Finnland IIRiitta-Liisa Roponen Pirjo Manninen                                   | Schweden IIBritta Norgren Anna-Karin Strömstedt                                      | Marit Bjørgen |
| 19.03.2006                                                       | Sapporo        | 15 km Skiathlon             | Beckie Scott                                                                      | Kristin Størmer Steira                                                           | Evi Sachenbacher-Stehle                                                              | Marit Bjørgen |

### Verlauf Disziplinweltcups

#### Sprint
| Datum                                 | Ort        | Disziplin        | Rennsieger     | Rotes Trikot   |
| ------------------------------------- | ---------- | ---------------- | -------------- | -------------- |
| 22.10.2005                            | Düsseldorf | Sprint Freistil  | Marit Bjørgen  | Marit Bjørgen  |
| 11.12.2005                            | Vernon     | Sprint Freistil  | Beckie Scott   | Marit Bjørgen  |
| 30.12.2005                            | Nové Město | Sprint Freistil  | Aljona Sidko   | Claudia Künzel |
| 08.01.2006                            | Otepää     | Sprint klassisch | Lina Andersson | Marit Bjørgen  |
| 22.01.2006                            | Oberstdorf | Sprint klassisch | Ella Gjømle    | Lina Andersson |
| 04.02.2006                            | Davos      | Sprint Freistil  | Anna Dahlberg  | Anna Dahlberg  |
| Olympische Winterspiele 2006 in Turin |            |                  |                | Anna Dahlberg  |
| 07.03.2006                            | Borlänge   | Sprint Freistil  | Arianna Follis | Ella Gjømle    |
| 09.03.2006                            | Drammen    | Sprint klassisch | Petra Majdič   | Ella Gjømle    |
| 15.03.2006                            | Changchun  | Sprint Freistil  | Marit Bjørgen  | Marit Bjørgen  |

#### Distanz
| Datum                                 | Ort            | Disziplin                   | Rennsieger                   | Rotes Trikot       |
| ------------------------------------- | -------------- | --------------------------- | ---------------------------- | ------------------ |
| 19.11.2005                            | Beitostølen    | 10 km klassisch             | Marit Bjørgen                | Marit Bjørgen      |
| 26.11.2005                            | Kuusamo        | 10 km klassisch             | Marit Bjørgen                | Marit Bjørgen      |
| 27.11.2005                            | Kuusamo        | 10 km Freistil              | Kateřina Neumannová          | Marit Bjørgen      |
| 10.12.2005                            | Vernon         | 15 km Skiathlon             | Marit Bjørgen                | Marit Bjørgen      |
| 15.12.2005                            | Canmore        | 10 km Freistil              | Julija Tschepalowa           | Marit Bjørgen      |
| 17.12.2005                            | Canmore        | 15 km klassisch Massenstart | Beckie Scott                 | Marit Bjørgen      |
| 31.12.2005                            | Nové Město     | 10 km Freistil              | Kateřina Neumannová          | Julija Tschepalowa |
| 07.01.2006                            | Otepää         | 10 km klassisch             | Hilde Gjermundshaug Pedersen | Julija Tschepalowa |
| 14.01.2006                            | Lago di Tesero | 15 km Freistil Massenstart  | Kateřina Neumannová          | Julija Tschepalowa |
| 21.01.2006                            | Oberstdorf     | 15 km Skiathlon             | Beckie Scott                 | Julija Tschepalowa |
| 05.02.2006                            | Davos          | 10 km klassisch             | Virpi Kuitunen               | Julija Tschepalowa |
| Olympische Winterspiele 2006 in Turin |                |                             |                              | Julija Tschepalowa |
| 04.03.2006                            | Mora           | 45 km klassisch Massenstart | Marit Bjørgen                | Julija Tschepalowa |
| 08.03.2006                            | Falun          | 10 km Skiathlon             | Evi Sachenbacher-Stehle      | Julija Tschepalowa |
| 11.03.2006                            | Oslo           | 30 km Freistil              | Julija Tschepalowa           | Julija Tschepalowa |
| 19.03.2006                            | Sapporo        | 15 km Skiathlon             | Beckie Scott                 | Julija Tschepalowa |

### Weltcupstände Frauen
| Rang | Name                           | Punkte |
| ---- | ------------------------------ | ------ |
| 1    | Marit Bjørgen                  | 1036   |
| 2    | Beckie Scott                   | 1020   |
| 3    | Julija Tschepalowa             | 780    |
| 4    | Evi Sachenbacher               | 716    |
| 5    | Kateřina Neumannová            | 655    |
| 6    | Virpi Kuitunen                 | 636    |
| 7    | Claudia Künzel                 | 571    |
| 8    | Hilde Gjermundshaug Pedersen   | 557    |
| 9    | Petra Majdič                   | 538    |
| 10   | Sara Renner                    | 446    |
| 11   | Ella Gjømle                    | 415    |
| 12   | Aino-Kaisa Saarinen            | 404    |
| 13   | Justyna Kowalczyk              | 392    |
| 14   | Walentyna Schewtschenko        | 376    |
| 15   | Lina Andersson                 | 365    |
| 16   | Arianna Follis                 | 351    |
| 17   | Kristina Šmigun                | 346    |
| 18   | Viola Bauer                    | 324    |
| 19   | Olga Rotschewa                 | 307    |
| 20   | Anna Dahlberg                  | 300    |
| 21   | Manuela Henkel                 | 277    |
| 22   | Kristin Størmer Steira         | 266    |
| 23   | Aljona Sidko                   | 251    |
| 24   | Sabina Valbusa                 | 230    |
| 25   | Emelie Öhrstig                 | 228    |
| 26   | Natalja Baranowa-Massalkina    | 220    |
| 27   | Stefanie Böhler                | 212    |
| 28   | Elin Ek                        | 208    |
| 29   | Natalja Matwejewa              | 200    |
| 30   | Chandra Crawford               | 198    |
| 31   | Kristin Mürer Stemland         | 192    |
| 32   | Swetlana Malachowa-Schischkina | 189    |
| 33   | Guro Strøm Solli               | 188    |
| 34   | Karine Laurent Philippot       | 173    |
| 35   | Britta Johansson Norgren       | 162    |
| 36   | Gabriella Paruzzi              | 157    |
| 37   | Riitta-Liisa Roponen           | 155    |
| 37   | Olga Sawjalowa                 | 155    |
| 39   | Oxana Jazkaja                  | 147    |
| 40   | Kati Sundqvist                 | 142    |
| 41   | Jewgenija Medwedewa-Arbusowa   | 141    |
| 42   | Anna-Karin Strömstedt Olsson   | 135    |
| 43   | Vibeke Skofterud               | 123    |

| Rang | Name                        | Punkte |
| ---- | --------------------------- | ------ |
| 44   | Laurence Rochat             | 121    |
| 45   | Seraina Mischol             | 117    |
| 46   | Aurélie Perrillat-Collomb   | 98     |
| 47   | Kirsi Välimaa               | 97     |
| 48   | Natalja Korosteljowa        | 94     |
| 49   | Jelena Buruchina            | 88     |
| 50   | Larissa Kurkina             | 85     |
| 51   | Kine Beate Bjørnås          | 80     |
| 52   | Jelena Kolomina             | 76     |
| 53   | Nicole Fessel               | 75     |
| 54   | Swetlana Nageikina          | 70     |
| 55   | Riikka Sarasoja-Lilja       | 59     |
| 56   | Madoka Natsumi              | 58     |
| 57   | Antonella Confortola Wyatt  | 57     |
| 58   | Mona-Liisa Malvalehto       | 52     |
| 59   | Kikkan Randall              | 48     |
| 60   | Masako Ishida               | 45     |
| 61   | Anke Reschwamm-Schulze      | 42     |
| 62   | Magda Genuin                | 41     |
| 62   | Nobuko Fukuda               | 41     |
| 64   | Astrid Jacobsen             | 40     |
| 65   | Ida Ingemarsdotter          | 39     |
| 66   | Olga Schtschutschkina       | 38     |
| 67   | Anastassija Kasakul         | 37     |
| 68   | Kamila Rajdlová             | 31     |
| 69   | Wang Chunli                 | 30     |
| 70   | Kaisa Varis                 | 29     |
| 71   | Siri Halle                  | 27     |
| 72   | Ann-Eli Tafjord             | 26     |
| 73   | Maria Rydqvist              | 26     |
| 74   | Elina Pienimäki             | 23     |
| 75   | Pirjo Muranen               | 22     |
| 76   | Irina Chasowa               | 20     |
| 77   | Émilie Vina                 | 18     |
| 77   | Charlotte Kalla             | 18     |
| 77   | Ivana Janečková             | 18     |
| 80   | Flurina Bachmann            | 17     |
| 80   | Milaine Thériault           | 17     |
| 80   | Katja Ruotsalainen Hiipakka | 17     |
| 83   | Kari Vikhagen Gjeitnes      | 16     |
| 83   | Wendy Kay Wagner            | 16     |
| 85   | Cécile Storti               | 15     |
| 85   | Therese Engen               | 15     |

| Rang | Name                 | Punkte |
| ---- | -------------------- | ------ |
| 85   | Ingvild Aas          | 15     |
| 85   | Li Hongxue           | 15     |
| 89   | Annmari Viljanmaa    | 14     |
| 89   | Susanne Nyström      | 14     |
| 89   | Sumiko Yokoyama      | 14     |
| 92   | Jekaterina Woronzowa | 13     |
| 92   | Petra Markelova      | 13     |
| 94   | Julija Tschekaljowa  | 12     |
| 94   | Karin Moroder        | 12     |
| 96   | Julija Iwanowa       | 11     |
| 97   | Aurelie Jaeggy       | 10     |
| 97   | Alena Procházková    | 10     |
| 99   | Barbara Moriggl      | 8      |
| 99   | Sarah Konrad         | 8      |
| 99   | Lena Jensen Rogn     | 8      |
| 99   | Walentina Nowikowa   | 8      |
| 99   | Vesna Fabjan         | 8      |
| 99   | Katrin Zeller        | 8      |
| 105  | Wita Jakymtschuk     | 7      |
| 105  | Ljudmila Karolik     | 7      |
| 105  | Man Dandan           | 7      |
| 105  | Ulrica Persson       | 7      |
| 109  | Sigrid Aas           | 6      |
| 109  | Song Bo              | 6      |
| 109  | Irina Terentjeva     | 6      |
| 109  | Caroline Weibel      | 6      |
| 109  | Élodie Bourgeois-Pin | 6      |
| 109  | Wiktoryia Lapazina   | 6      |
| 115  | Chizuru Soneta       | 5      |
| 115  | Ine Wigernæs         | 5      |
| 117  | Amanda Ammar         | 4      |
| 117  | Coraline Hugue       | 4      |
| 119  | Antje Mämpel         | 3      |
| 119  | Ingrid Urdahl        | 3      |
| 121  | Wolha Wassiljonak    | 2      |
| 121  | Alena Sannikawa      | 2      |
| 121  | Liu Yuanyuan         | 2      |
| 124  | Stephanie Santer     | 1      |
| 124  | Abigail Larson       | 1      |
| 124  | Õnne Kurg            | 1      |
| 124  | Haiting Liang        | 1      |
| 124  | Cristina Paluselli   | 1      |

| Rang | Name                         | Punkte |
| ---- | ---------------------------- | ------ |
| 1    | Julia Tchepalova             | 750    |
| 2    | Kateřina Neumannová          | 655    |
| 3    | Beckie Scott                 | 644    |
| 4    | Marit Bjørgen                | 642    |
| 5    | Evi Sachenbacher             | 575    |
| 6    | Hilde Gjermundshaug Pedersen | 421    |
| 7    | Virpi Kuitunen               | 411    |
| 8    | Walentyna Schewtschenko      | 376    |
| 9    | Claudia Künzel               | 337    |
| 10   | Petra Majdič                 | 333    |

| Rang | Name           | Punkte |
| ---- | -------------- | ------ |
| 1    | Marit Bjørgen  | 394    |
| 2    | Ella Gjømle    | 388    |
| 3    | Beckie Scott   | 376    |
| 4    | Lina Andersson | 309    |
| 5    | Manuela Henkel | 289    |
| 6    | Anna Dahlberg  | 282    |
| 7    | Arianna Follis | 235    |
| 8    | Claudia Künzel | 234    |
| 9    | Emelie Öhrstig | 228    |
| 10   | Virpi Kuitunen | 225    |